# Canon EOS-1Ds (серія камер)

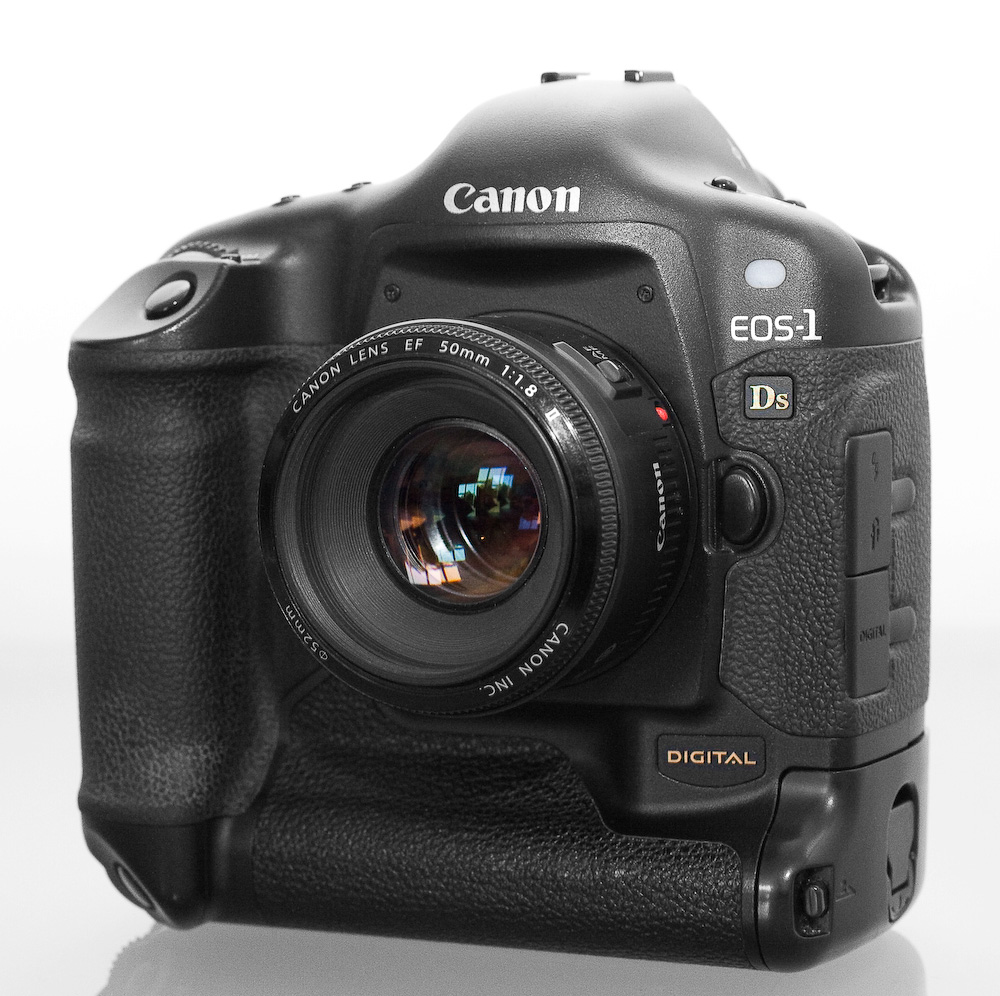
Оригінальний 1Ds.

EOS-1Ds — це серія повнокадрових цифрових дзеркальних камер вироблених Canon, вперше представлені 24 вересня 2002 року. Серія була замінена на 1D X у березні 2012 року.

## Оригінальний 1Ds
EOS-1Ds є автофокусною камерою та має два режими автофокусу та можливість використовувати ручний режим. Видошукач — скляна пентапризма. Також камера має дводюймовий, тонкоплівковий, кольоровий рідкокристалічний дисплей з приблизно 120000 пікселів.
Сенсор зображення камери — КМОН-мікросхема з Баєровським фільтром. Він має приблизно 11.4 мільйонів ефективних пікселів. Невід'ємний оптичний згладжуючий фільтр розташований перед сенсором.
Затвор — електронно-контрольований у фокальній площині, з мінімальною витримкою 1/8000 с. М'який спуск затвора відбувається через електромагнітний сигнал.

## Mark II
Canon EOS-1Ds Mark II замінив EOS-1Ds як топову модель у лінійці Canon EOS. Він мав повнокадровий 16.7 мегапіксельний КМОН сенсор.
Розміри камери ідентичні до попередника. Вага (без батареї) — 1,215 г.

### Удосконалені функції
Mark II має збільшену кількість режимів автофокусу та зберігає режим ручного фокусування. Видошукач — «фіксована пентапризма». Дводюймовий, TFT, кольоровий рідкокристалічний дісплей був удосконалений до приблизно 230,000 пікселей.
Сенсор камери мав більшу щільність пікселів — загалом приблизно 17.2 мільйонів (16.6 ефективних), та загалом був схожий на свого попередника.

## Mark III
Випущений у грудні 2007 року, EOS-1Ds Mark III був третім і останнім представником повнокадрової лінійки Canon 1Ds. На час випуску це була камера з найбільшою роздільністю у своєму класі (35mm), з 21 мегапіксельним КМОН-сенсором. Більш нові камери від різних виробників наразі мають більшу роздільність.
У порівнянні до Mark II, Mark III мав деякі нові характеристики та можливості, такі як вбудована чистка сенсора, Live View (режим електронного видошукача) та більший 3.0" основний кольоровий дисплей.
Лінійка EOS-1Ds була перервана у середині 2012, з презентацією EOS-1D X, повнокадрової камери, що поєднувала попередню лінійку EOS-1D з високошвидкісними професійними камерами лінійки EOS-1Ds.